# Canton de Calvisson
Le canton de Calvisson est une circonscription électorale française du département du Gard créé par le décret du 24 février 2014 et entrée en vigueur lors des élections départementales de 2015.

## Histoire
Un nouveau découpage territorial du Gard entre en vigueur à l'occasion des élections départementales de mars 2015, défini par le décret du 24 février 2014, en application des lois du 17 mai 2013 (loi organique 2013-402 et loi 2013-403). Les conseillers départementaux sont, à compter de ces élections, élus au scrutin majoritaire binominal mixte. Les électeurs de chaque canton élisent au Conseil départemental, nouvelle appellation du Conseil général, deux membres de sexe différent, qui se présentent en binôme de candidats. Les conseillers départementaux sont élus pour 6 ans au scrutin binominal majoritaire à deux tours, l'accès au second tour nécessitant 12,5 % des inscrits au 1er tour. En outre la totalité des conseillers départementaux est renouvelée. Ce nouveau mode de scrutin nécessite un redécoupage des cantons dont le nombre est divisé par deux avec arrondi à l'unité impaire supérieure si ce nombre n'est pas entier impair, assorti de conditions de seuils minimaux. Dans le Gard, le nombre de cantons passe ainsi de 46 à 23.
Le canton de Calvisson est formé de communes des anciens cantons de Sommières (14 communes), de Quissac (1 commune), de Saint-Mamert-du-Gard (9 communes) et de Saint-Chaptes (4 communes). Avec ce redécoupage administratif, le territoire du canton s'affranchit des limites d'arrondissements, avec 27 communes incluses dans l'arrondissement de Nîmes et une dans l'arrondissement du Vigan. Le bureau centralisateur est situé à Calvisson.

## Représentation
| Période élective | Période élective | Mandat | Mandat   | Identité           | Nuance | Nuance | Qualité |
| ---------------- | ---------------- | ------ | -------- | ------------------ | ------ | ------ | --- |
| 2015             | 2021             | 2015   | 2021     | Maryse Giannaccini |        | PS     | Conseillère commerciale Maire de Fons (depuis 2020) |
| 2015             | 2021             | 2015   | 2021     | Christian Valette  |        | PS     | Retraité de la fonction publique Vice-président du conseil départemental (2015-2021) Conseiller municipal de Congénies Ancien conseiller général du canton de Sommières (1995-2015) |
| 2021             | 2028             | 2021   | en cours | Maryse Giannaccini |        | PS     | Maire de Fons Vice-présidente du conseil départemental chargée de la protection de l'enfance, de la petite enfance et du soutien à la parentalité                                   |
| 2021             | 2028             | 2021   | en cours | Marc Larroque      |        | PS     | Contremaitre Maire de Salinelles (depuis 2014) |

### Résultats détaillés

#### Élections de mars 2015
À l'issue du 1er tour des élections départementales de 2015, deux binômes sont en ballottage : Henri Bunis et Isabelle Farrugia (FN, 35,15 %) et Maryse Giannaccini et Christian Valette (PS, 29,55 %). Le taux de participation est de 54,6 % (13 197 votants sur 24 170 inscrits) contre 53,96 % au niveau départemental et 50,17 % au niveau national.
Au second tour, Maryse Giannaccini et Christian Valette (PS) sont élus avec 55,66 % des suffrages exprimés et un taux de participation de 57,63 % (7 007 voix pour 13 930 votants et 24 172 inscrits).

#### Élections de juin 2021
Le premier tour des élections départementales de 2021 est marqué par un très faible taux de participation (33,26 % au niveau national). Dans le canton de Calvisson, ce taux de participation est de 36,05 % (9 618 votants sur 26 678 inscrits) contre 33,46 % au niveau départemental. À l'issue de ce premier tour, deux binômes sont en ballottage : Maryse Giannaccini et Marc Larroque (Union à gauche avec des écologistes, 42,85 %) et Owen Godard et Sherley (RN, 32,75 %).
Le second tour des élections est marqué une nouvelle fois par une abstention massive équivalente au premier tour. Les taux de participation sont de 34,36 % au niveau national, 34,93 % dans le département et 36,88 % dans le canton de Calvisson. Maryse Giannaccini et Marc Larroque (Union à gauche avec des écologistes) sont élus avec 61,02 % des suffrages exprimés (5 639 voix pour 9 839 votants et 26 681 inscrits),,.

## Composition
Le canton de Calvisson comprend vingt-huit communes entières.
| Nom                               | Code Insee | Intercommunalité         | Superficie (km2) | Population (dernière pop. légale) | Densité (hab./km2) | Modifier                                    |
| --------------------------------- | ---------- | ------------------------ | ---------------- | --------------------------------- | ------------------ | ------------------------------------------- |
| Calvisson (bureau centralisateur) | 30062      | CC du Pays de Sommières  | 28,97            | 6 295 (2022)                      | 217                | modifier les données · modifier les données |
| Aspères                           | 30018      | CC du Pays de Sommières  | 10,06            | 553 (2022)                        | 55                 | modifier les données · modifier les données |
| Aujargues                         | 30023      | CC du Pays de Sommières  | 6,85             | 769 (2022)                        | 112                | modifier les données · modifier les données |
| Boissières                        | 30043      | CC Rhôny Vistre Vidourle | 3,33             | 595 (2022)                        | 179                | modifier les données · modifier les données |
| Cannes-et-Clairan                 | 30066      | CC du Pays de Sommières  | 12,13            | 610 (2022)                        | 50                 | modifier les données · modifier les données |
| Combas                            | 30088      | CC du Pays de Sommières  | 16,04            | 762 (2022)                        | 48                 | modifier les données · modifier les données |
| Congénies                         | 30091      | CC du Pays de Sommières  | 8,64             | 1 628 (2022)                      | 188                | modifier les données · modifier les données |
| Crespian                          | 30098      | CC du Pays de Sommières  | 7,91             | 493 (2022)                        | 62                 | modifier les données · modifier les données |
| Fons                              | 30112      | CA Nîmes Métropole       | 9,28             | 1 734 (2022)                      | 187                | modifier les données · modifier les données |
| Fontanès                          | 30114      | CC du Pays de Sommières  | 14,44            | 688 (2022)                        | 48                 | modifier les données · modifier les données |
| Gajan                             | 30122      | CA Nîmes Métropole       | 10,91            | 747 (2022)                        | 68                 | modifier les données · modifier les données |
| Junas                             | 30136      | CC du Pays de Sommières  | 7,75             | 1 260 (2022)                      | 163                | modifier les données · modifier les données |
| Lecques                           | 30144      | CC du Pays de Sommières  | 5,20             | 473 (2022)                        | 91                 | modifier les données · modifier les données |
| Montignargues                     | 30180      | CA Nîmes Métropole       | 4,46             | 559 (2022)                        | 125                | modifier les données · modifier les données |
| Montmirat                         | 30181      | CC du Pays de Sommières  | 9,52             | 478 (2022)                        | 50                 | modifier les données · modifier les données |
| Montpezat                         | 30182      | CC du Pays de Sommières  | 11,98            | 1 398 (2022)                      | 117                | modifier les données · modifier les données |
| Nages-et-Solorgues                | 30186      | CC Rhôny Vistre Vidourle | 6,18             | 2 160 (2022)                      | 350                | modifier les données · modifier les données |
| Parignargues                      | 30193      | CC du Pays de Sommières  | 11,01            | 656 (2022)                        | 60                 | modifier les données · modifier les données |
| La Rouvière                       | 30224      | CA Nîmes Métropole       | 7,90             | 664 (2022)                        | 84                 | modifier les données · modifier les données |
| Saint-Bauzély                     | 30233      | CA Nîmes Métropole       | 5,00             | 681 (2022)                        | 136                | modifier les données · modifier les données |
| Saint-Clément                     | 30244      | CC du Pays de Sommières  | 5,04             | 347 (2022)                        | 69                 | modifier les données · modifier les données |
| Saint-Geniès-de-Malgoirès         | 30255      | CA Nîmes Métropole       | 11,54            | 3 172 (2022)                      | 275                | modifier les données · modifier les données |
| Saint-Mamert-du-Gard              | 30281      | CA Nîmes Métropole       | 14,35            | 1 617 (2022)                      | 113                | modifier les données · modifier les données |
| Salinelles                        | 30306      | CC du Pays de Sommières  | 8,84             | 558 (2022)                        | 63                 | modifier les données · modifier les données |
| Sauzet                            | 30313      | CA Nîmes Métropole       | 6,70             | 827 (2022)                        | 123                | modifier les données · modifier les données |
| Sommières                         | 30321      | CC du Pays de Sommières  | 10,36            | 5 028 (2022)                      | 485                | modifier les données · modifier les données |
| Souvignargues                     | 30324      | CC du Pays de Sommières  | 11,09            | 932 (2022)                        | 84                 | modifier les données · modifier les données |
| Villevieille                      | 30352      | CC du Pays de Sommières  | 8,28             | 1 874 (2022)                      | 226                | modifier les données · modifier les données |
| Canton de Calvisson               | 3007       |                          | 273,76           | 37 558 (2022)                     | 137                | modifier les données                        |

## Démographie
En 2022, le canton comptait 37 558 habitants, en évolution de +8,61 % par rapport à 2016 (Gard : +2,97 %, France hors Mayotte : +2,11 %).
| 2013   | 2018   | 2022   |
| ------ | ------ | ------ |
| 33 132 | 35 594 | 37 558 |